# Kolo (jízdní kolo)

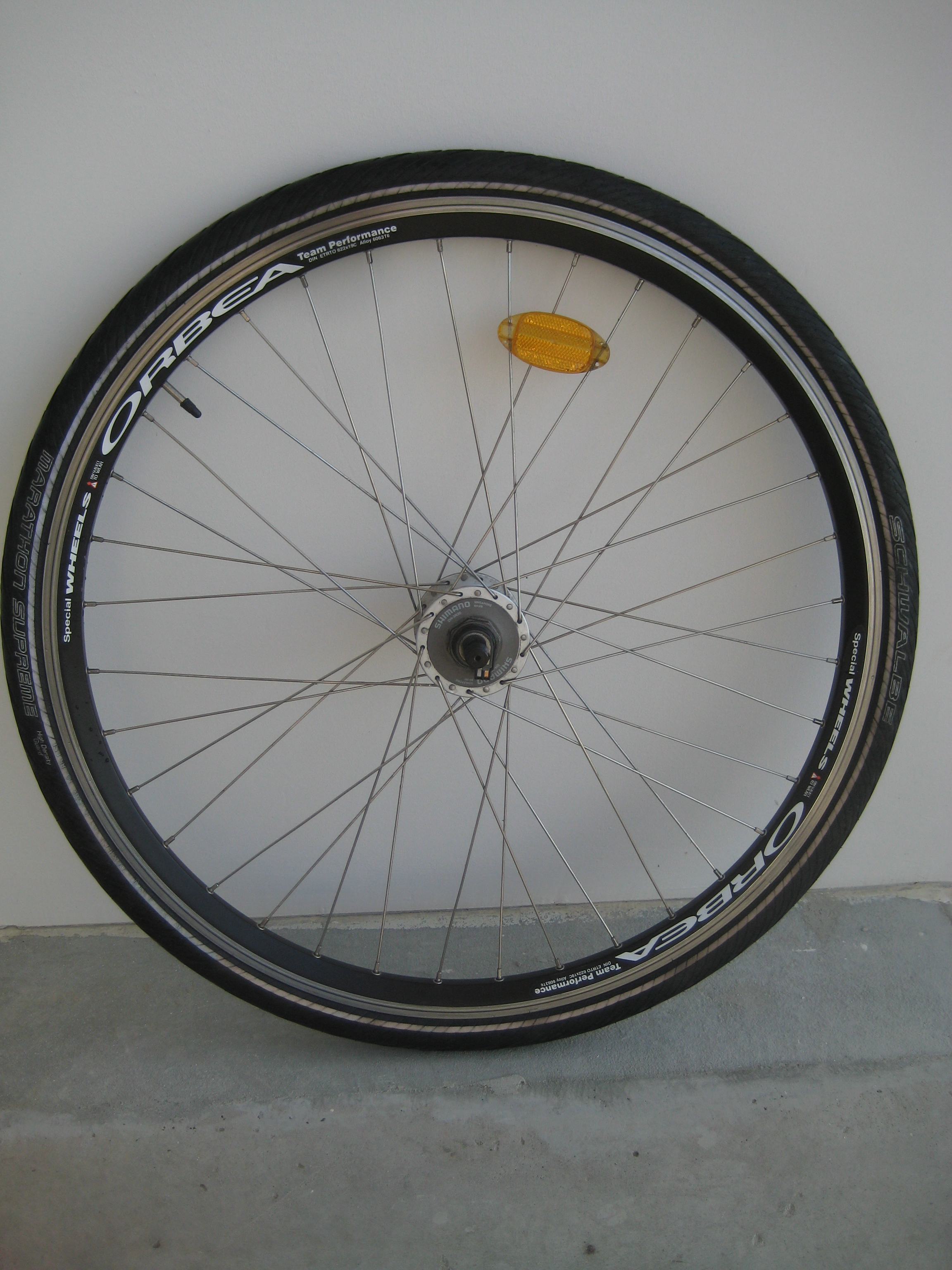
Kolo bicyklu

Kolo bicyklu je kolo navržené pro jízdní kolo. Zpočátku se nelišilo od toho, které se používalo pro vozy. Mělo okovanou dřevěnou obruč a dřevěné paprsky, což připomínalo slunce – odtud pojmenování sluneční výplet.
Kola – zejména to přední – se musela nějak odlehčit, neboť zprvu neexistoval řetězový převod, ale pedály byly namontovány přímo na ose kola. A aby bylo kolo rychlejší, došlo ke zvětšení se předního kola (vysoké kolo). Proto bylo vhodnější nahradit dřevěné paprsky lehkým drátěným výpletem. Za jeho vynálezce se považují Edward Alfred Cowper a John Kemp Starlet.
Takový výplet byl později použit i na kolech automobilů.